# Regierung Eritreas
Die Regierung Eritreas besteht seit dem Ende des Eritreischen Unabhängigkeitskrieges 1991. Offiziell ist sie immer noch im Aufbauzustand und nennt sich daher „Übergangsregierung Eritreas“. Seit dem 24. Mai 1993 ist Isayas Afewerki Präsident des Landes.
Die Eritreische Volksbefreiungsfront (EPLF), die Vorgängerpartei der heutigen Einheitspartei Eritreas, die Volksfront für Demokratie und Gerechtigkeit, führte bis 1991 den Eritreischen Unabhängigkeitskrieg, bildete danach jedoch mit der Volksbefreiungsfront von Tigray die Übergangsregierung Äthiopiens. In Eritrea übernahm die EPLF die provisorische Regierungsgewalt. Im Jahre 1993 trat Eritrea schließlich aus Äthiopien aus und erklärte die Unabhängigkeit. Freie Wahlen wurden von der eritreischen Regierung angekündigt, wurden jedoch nie durchgeführt. 
Die Verfassung Eritreas wurde von der konstituierenden Nationalversammlung kurz nach der Unabhängigkeit 1993 beschlossen, trat jedoch bis heute zu keinem Zeitpunkt in Kraft. Präsident Afewerki ordnete stattdessen die Erstellung einer alternativen Verfassung an. Dieses Dokument wurde nie bekannt.

## Funktion als Exekutive
Aktuell besteht eine Staatsvertretung mit 24 Mitgliedern, die aus dem Eritreischen Ministerkabinett und acht weiteren Staatsvertretern besteht. Diese Staatsvertretung bildet offiziell die Übergangsregierung des Landes. 
Das Ministerkabinett, angeführt vom Präsidenten von Eritrea (zurzeit Isayas Afewerki), führt die Regierungsgeschäfte der eritreischen Regierung. Die Nationalversammlung Eritreas bestimmt rein theoretisch sämtliche Kandidaten für das Kabinett. Die Übergangsregierung bestimmt zudem die politischen Richtlinien des Landes, erlässt Gesetze und Verordnungen und ist nach der bislang nicht in Kraft getretenen Verfassung der Nationalversammlung verantwortlich. 
Frauen sind in der Übergangsregierung vergleichsweise stark vertreten: vier Ministerien von derzeit insgesamt 17 Kabinettsposten werden zurzeit von Frauen angeführt.

## Das Ministerkabinett
| - Regierungschef – Übergangspräsident Isayas Afewerki - Landwirtschaftsminister – Arefaine Berhe - Verteidigungsminister – General Sebhat Ephrem - Bildungsminister – Semere Russom - Bergbau- und Energieminister – Tesfai Ghebreselassie - Finanzminister – Berhane Abrehe - Minister für Fischerei und Marine Ressources – Ahmed Haj Ali - Minister für auswärtige Angelegenheiten – Osman Saleh Mohammed - Gesundheitsminister – Amna Nurhusein | - Informationsminister – Ali Abdu Ahmed (geschäftsführend) - Justizminister – Fozia Hashim - Minister für Arbeit und menschliche Wohlfahrt – Askalu Menkerios - Minister für Land, Wasser und Umwelt – Woldemichael Ghebremariam - Nationaler Entwicklungsminister – Woldai Futur - Minister für öffentliche Arbeit – Abraha Asfaha - Tourismusminister – Amna Nurhusein - Handels- und Industrieminister – Gergis Teklemichael - Minister für Verkehr und Kommunikation – Woldemichael Abraha |